# Michał Kuźniak

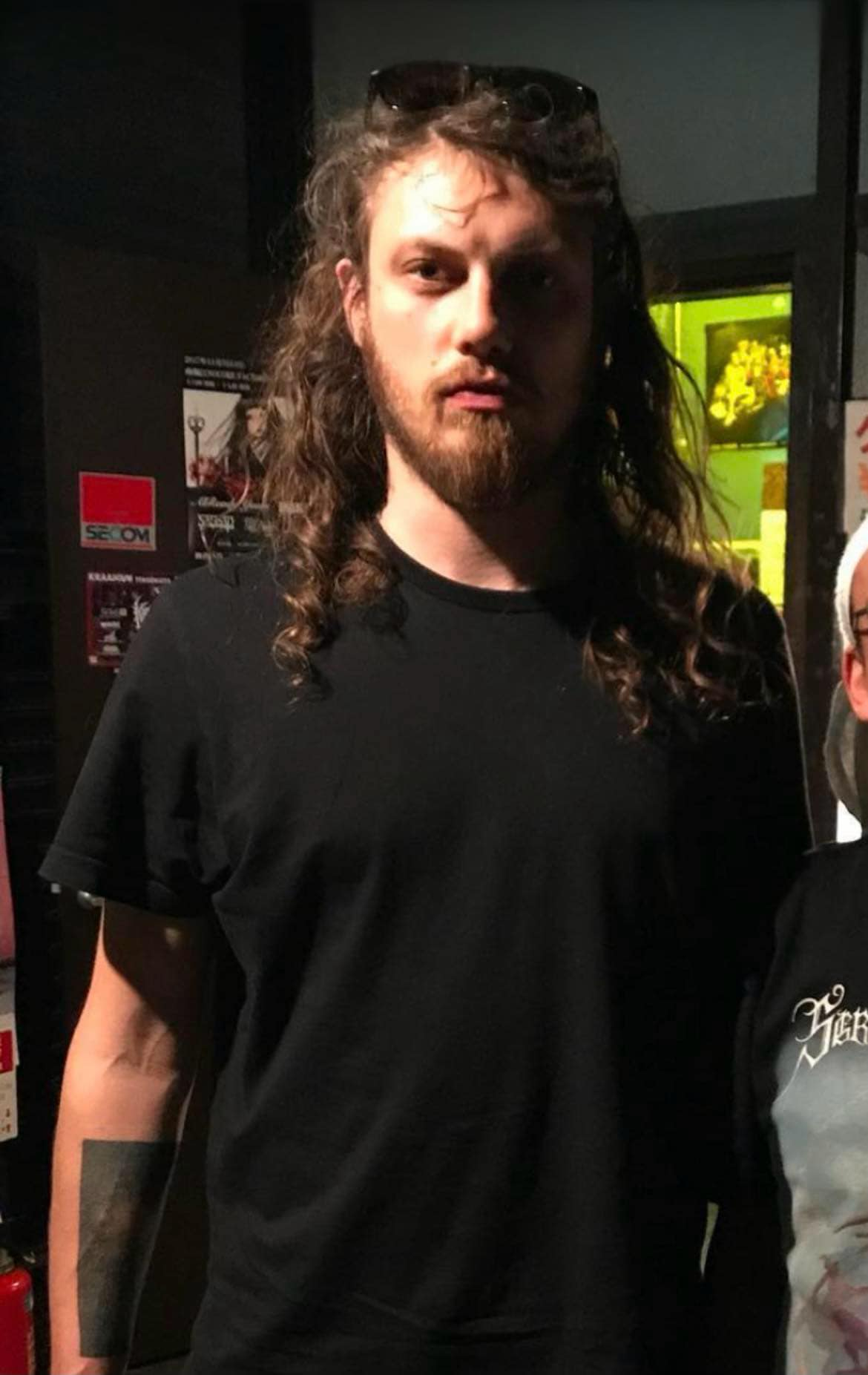
Michał „Nihil” Kuźniak

Michał Kosma „Nihil” Kuźniak (ur. w Katowicach) – polski muzyk, kompozytor i producent związany z gatunkami black metal, muzyką elektroniczną.
Karierę muzyczną rozpoczął w 2000 roku jako członek zespołu MasseMord. W 2003 roku założył grupę Furia. Wraz z zespołem otrzymał nominację do Paszportów Polityki w 2023 roku. Na przestrzeni ponad 20 letniej kariery muzycznej współtworzył projekty takie jak Cssaba, FDS, Niphates, Morowe, Quintessence of Hate, Seagulls Insane and Swans Deceased Mining Out the Void oraz Blindead.
Kuźniak jest uznawany za jedną z kluczowych postaci polskiej sceny black metalowej. Znany jest także ze swojego scenicznego wizerunku oraz charakterystycznego stylu wypowiedzi w nielicznych udzielonych wywiadach. Jest założycielem studia nagraniowego Czyścieć, znajdującego się w Chorzowie.

## Działalność teatralna
Muzyka zespołu Furia została wykorzystana w spektaklu Wesele w reżyserii Jana Klaty, a Kuźniak współtworzył także muzykę do przedstawienia Trojanki tego samego reżysera. W 2024 roku wraz z Dominikiem Gacem zorganizował słuchowisko pt. „Dziady” w którym można było usłyszeć nagrania archiwalne z teatru „Gardzienice”. W 2025 wraz z zespołem Furia zagrał dwa koncerty z okazji 25 lecia filmoteki śląskiej.